# 風倉匠
風倉 匠（かざくら しょう、1936年1月23日 - 2007年11月13日）は日本の前衛芸術家、パフォーマーである。1960年代にネオ・ダダイズムを標榜し、「ハプニングやパフォーマンスによって既成の概念を揺るがした」と評される。

## 生涯

### 生い立ち
1936年1月23日、橋本庄平の第5子として大分県大分市に生まれる。1944年、自宅近くが航空廠であったため一家で大野郡長谷川村（現：豊後大野市）に強制疎開させられる。1945年、川に落ちていた不発弾に触れて爆発、右手人差し指を失う。
1951年、大分県立大分工業高等学校工業化学科に入学。1952年の年末から腹膜炎を患い、さらに結核にかかる。このため1953年5月まで休学。この頃、読書に熱中し詩人を志す。
1954年、高校卒業。地元の青年団の演劇活動を手伝う一方で、デッサンや油彩画を描くようになる。名前を「凡倉惰作」とするが「風倉」と読み間違えられたため、以後は風倉と名乗るようになった。

### 上京
1956年、武蔵野美術学校油絵科に入学。武蔵小金井で下宿生活をはじめる。1956年の第19回大分県美術展に風倉省策の名で出した「女」が初入選。また砂川闘争に参加。ここで赤瀬川原平と知り合い、交流が始まる。また赤瀬川を通じて吉村益信のもとに出入りするようになる。
1957年、大分県教育会館ホールで行われていた大分県総合文化祭で、演劇の幕間に「回転椅子から落ちる」ハプニングを行い、主催者に強制排除させられる。この際、鎖骨にヒビが入る。橋本正巳の名前で詩「雨降る」を発表する。
1958年3月、武蔵野美術学校を中退。

### ネオ・ダダ
1958年、読売アンデパンダン展に「陣地」を出品。1960年、ネオ・ダダイズム・オルガナイザーズに参加。また1960年頃より「風倉匠」を名乗るようになる。
1961年3月、第13回読売アンデパンダン展に「ムード屋」「K2」を出品。同年6月、安保闘争で死去した樺美智子追悼統一集会（千代田区公会堂）にVAN映画科学研究所の所員と共に乱入し、バルーンを膨らませるハプニングを行った。同年10月に第1回個展（村松画廊）を開催し、初日に「椅子」のハプニングを、会期中にバルーンを膨らませるハプニングを行った。
1962年8月15日、「敗戦記念晩餐会」(国立市公民館)に参加し、「サドの遺言執行式」を土方巽と共演。
1964年、高松次郎、赤瀬川原平、中西夏之によるグループ「ハイレッドセンター」の「ドロッピング・イヴェント」(池坊会館)、「首都圏清掃促進運動」(銀座並木通)に参加。1964年11月第32回大分県美術展で「作品2の1」(旧名「陣地」)が大分県美術協会賞を受賞する。
1966年、結婚。1968年頃、東映教育映画の嘱託として原子力発電など理科教材用映画の製作に従事する。
1971年に現代日本美術展へ「魔術によって宇宙の一部を証す道」と題したフーコーの振り子によるインスタレーションを出品した。振り子の振幅によって音色が変わる仕掛けであったが、会場の東京都美術館から振り子を吊るすことを拒否されて、床に錘を置いたままの展示となる。
1973年、北海道網走に移り住み、フランツ・カフカの「流刑地にて」の映画撮影を行う。2年間、続けたが結局完成に至らなかった。
1975年、北海道を引き上げて東京に戻る。この頃、紙コップ製造工場での検品係や小平の遺跡発掘の手伝いなどで働く。1977年、長女が生まれる。

### 九州帰郷
1979年、大分に帰郷し、絵画塾を開く。1988年、福岡県福岡市内の会社に勤務。
1994年、福岡市内の会社を退社し、大分に帰る。1995年9月、ナムジュン・パイクの第6回アジア文化賞受賞記念芸術パフォーマンス「帰去來」に参加し、バルーンによるパフォーマンスを行う。1995年10月、第7回バングラデシュ・アジア美術ビエンナーレに参加し、バルーンによるパフォーマンス等を行う。またブリンダンガ河にバルーンを流すパフォーマンスを行う。

### 晩年
1999年、肺がんのため肺の一部を摘出する手術を受ける。2000年、湯布院に居を移す。
2002年、大分市美術館で「風倉匠展 : さわれる原風景を探す : Show Kazakura」が開催される。病み上がりにもかかわらず、展示の全てを新作で仕上げ発表した。
2007年11月13日、肺がんのため大分市の病院で死去した。

## パフォーマンス
風倉匠は基本的にライブ・アーティストであり、パフォーマンスこそが風倉の真髄ともいわれる。
風倉の代名詞ともいえるバルーンを使ったパフォーマンスであるが、これは風倉本人が大きな黒いバルーンの中に入り、バルーンごと空間内を動くパフォーマンスである。

## 人物
赤瀬川原平は風倉の風貌を「インド人とアラブ人を混ぜて日本人にしたような顔立ち」と評した。赤瀬川は尾辻克彦のペンネームで「風倉」という小説も書いている。吉村益信によれば「いざとなれば誰よりも危険なことをするのが風倉である」。
ビデオアートの第一人者であるナム・ジュン・パイクは、風倉匠を「世界で最も無名な有名人」と述べた。また「ネオ・ダダのエッセンスを体現した人物」「一度出会ったら忘れようにも忘れられない人間」とも評した。

## 主な作品

### 絵画
- 「窓を結ぶ」（1964年、大分市美術館[23]）
- 「夜もまた始まる」（1964年[24]）
- 「眼球のある空間」（1964年[25]）

### オブジェ
- 「陰陽学」（1970年、2000年再製作：大分市美術館[26]）
- 「ピアノ狂詩曲」（1993年、パフォーマンスで破壊したグランドピアノを、鉛の額に埋めた一連作）

### パフォーマンス
- 「サドの遺言執行式」（1962年8月15日：国立公民館「敗戦記念晩餐会」内）[27][注釈 1]
- 「ブリンダンガ河にバルーンを流す」（1995年：バングラデシュ）